# Молошница
Молошница — деревня в составе Ивановского сельского поселения Шарьинского района Костромской области России.

## География
Деревня расположена на берегу речки Межулки.

## История
Согласно «Спискам населённых мест Российской империи» в 1872 году деревня Назимица (Молачинца) относилась ко второму стану Ветлужского уезда Костромской губернии. В ней числилось четыре двора, проживали 21 мужчина и 22 женщины.
Согласно переписи населения 1897 года в деревне проживало 97 человек (50 мужчин и 47 женщин).
Согласно «Списку населённых мест Костромской губернии» в 1907 году деревня относилась к Гагаринской волости Ветлужского уезда Костромской губернии. По сведениям волостного правления за 1907 год в деревне числилось 18 крестьянских дворов и 115 жителей. Основным занятием жителей деревни был лесной промысел.
До 2010 года деревня входила в состав Марутинского сельского поселения.

## Население
| 2008 | 2010 | 2014 |
| ---- | ---- | ---- |
| 0    | →0   | →0   |